# Girod
Girod település Németországban, Rajna-vidék-Pfalz tartományban. Lakosainak száma 1196 fő (2023. december 31.). Girod Ruppach-Goldhausen, Meudt, Steinefrenz, Dreikirchen, Nentershausen, Nomborn, Montabaur és Großholbach községekkel határos.

## Népesség
A település népességének változása:
| Lakosok száma | 949  | 1175 | 1172 | 1206 | 1208 | 1196 |
|               | 1975 | 2017 | 2019 | 2021 | 2022 | 2023 |